# Захарук Юрій Миколайович
Юрій Миколайович Захарук (12 квітня 1914, Вінніпег — 12 квітня 1997, Москва) — український археолог, фахівець у галузі історії первісного суспільства, теорії й методології археології, доктор історичних наук (з 1981 року).

## Біографія
Народився 12 квітня 1914 року в місті Вінніпезі (Канада). Родичі Ю. М. Захарука за походженням гуцули, які емігрували до Канади і в 1920-х роках переїхали в СРСР. У 1938 році закінчив історичний факультет Одеського університету. У 1939–1940 роках працював у Житомирському краєзнавчому музеї, у 1940–1941 і 1946–1948 роках навчався в аспірантурі Інституту археології АН УРСР. Учасник німецько-радянської війни. У 1949–1960 роках працював в Інституті суспільних наук у Львові, у 1960–1971 роках — в Інституті археології АН УРСР.
1953 року захистив кандидатську дисертацію з пізньотрипільських пам'яток Східної Волині та Середньої Наддніпрянщини. Керував археологічними експедиціями, зокрема: «Великий Київ», Волино-Подільською, Волинською, Дністровською. Від 1960-х років зосередився на розробці проблем теорії та методології археології.
1971 року переїхав до Москви, де в Інституті археології АН СРСР обіймав посаду заступника директора з наукової роботи, а від 1986 року — провідний науковий співробітник. В 1974–1978 роках був заступником головного редактора журналу «Советская археология».
Помер в Москві 12 квітня 1997 року.

## Нагороди
- Державна премія України в галузі науки і техніки (1977; за колективну монографію «Археологія Української РСР» в трьох томах, опубліковану в 1971–1975 роках)[2].